# Навроцкий, Сергей Никанорович
Сергей Никанорович Навроцкий (1808—1865) — драматург, прозаик, критик, публицист, переводчик.

## Биография
Из дворян (наследственные имения в Московской и Вятской губерниях); сын титулярного советника, брат математика Н. Н. Навроцкого. Не закончив курс физико-математического факультета Московского университета (1821—1824), поступил в школу гвардейских прапорщиков (1824), одновременно был зачислен унтер-офицером в Измайловский лейб-гвардии полк. Окончил школу прапорщиков (1826). В действующей армии (1830—1832). За участие в сражениях получил орден Святой Анны 4-й степени, польский знак отличия за военное достоинство и медаль за взятие Варшавы. На гражданской службе определился к статским делам (в чине 9-го класса).
Активная литературная деятельность Навроцкого продолжалась 3 года (1840—1842) и в основном была связана с близким ему по духу журналом «Маяк современного просвещения и образованности»
Библиография: «Новый Недоросль», комедия (1-е д.; «Маяк», 1840 г., ч. VI); программа сочинения «История корабельного дела в России» (там же); «Письма бронницкого помещика» (там же, ч. VII); «Усовершенствование русской грамматики» (там же, ч. X); «Наполеонова шляпа с мясом, или Как надо покорять великую нацию» (там же, ч. 5—8, стр. 45 (смесь); «Кабрера» (из «Revue de deux Mondes»; там же, ч. 5—8, стр. 155, ч. 9—12, стр. 1); «Эспартер» (из «Revue de deux Mondes»; там же, ч. 9—12, стр. 34); рецензия на книгу «Виды внутреннего судоходства в России» (там же, 1841 г., ч. XIII); «Испытание солдатскому сердцу» (там же, 1842 г., т. VІ); «История Охты» («Сын Отечества», 1842 г., № 9); «Бытопись охтенских поселян» («Северная пчела», 1846, № 165).
Похоронен на Волковском кладбище.